# Orgue Dom Bédos-Puget de la basilique Notre-Dame des Tables de Montpellier
L'orgue Dom Bédos-Puget de la basilique Notre-Dame des Tables de Montpellier fait partie des « Sept merveilles organistiques de l'Hérault » avec les instruments:
- l’orgue Jean-François L’Epine-Joseph Merklin de la cathédrale Saint-Pierre de Montpellier,
- l’orgue Lépine-Cavaillé-Coll de la collégiale Saint Jean de Pézenas,
- l'orgue Jean-Pierre Cavaillé de l'abbaye de Gellone à Saint-Guilhem-le-Désert,
- l’orgue Poncher Puget de la cathédrale Saint-Nazaire de Béziers
- l'orgue Jean-Baptiste Micot de l'ancienne cathédrale Saint-Pons-de-Cimiez à Saint-Pons-de-Thomières.
- l’orgue de la cathédrale Saint-Fulcran de Lodève.

## Historique
C'est à partir de 1751-1752 que Dom François Bédos de Celles débuta, pour ses frères bénédictins de l'abbaye de Saint-Thibéry près de Montpellier où il résida jusqu'en 1759, la construction d'un orgue de moyenne importance en regard du grand seize pieds qu'il avait terminé en 1748 pour ses frères de l'abbaye Sainte-Croix de Bordeaux.
D'après Norbert Dufourcq, l'orgue originel était dépourvu de positif dorsal et possédait 2 claviers (grand-orgue et positif) dont la tuyauterie était disposée sur un grand sommier double à gravures alternées. Sa composition exacte ne nous est pas parvenue.
En 1782 première restauration et agrandissement par Jean-Pierre Cavaillé recommandé aux bénédictins de Saint Thibéry par Dom Bédos lui-même.On ne sait si c'est à lui que l'on doit l'adjonction du positif dorsal. 
En 1805 l'orgue est transféré, sur décision du montpelliérain Jean-Jacques-Régis de Cambacérès, à la nouvelle paroisse Notre Dame des Tables par le facteur Lépine.
En 1846 nouvelle restauration par le montpelliérain Prosper-Antoine Moitessier qui nous a laissé les beaux tuyaux de façade actuels épousant harmonieusement les courbes et les tourelles des deux buffets.
En 1884, l'orgue est reconstruit dans l'ancien buffet par la manufacture Théodore Puget et fils de Toulouse. Les sommiers sont refaits, ainsi que la console, la mécanique, à balancier avec assistance pneumatique Barker pour le grand-orgue et le positif, ainsi que la soufflerie. Le positif de dos, dont la tuyauterie est transférée dans le grand corps et enfermée dans une boîte expressive dédiée, est toutefois conservé mais sans sa paroi arrière et sert à ranger les partitions. L'orgue comprend trois claviers: grand-orgue, positif expressif et récit expressif et un pédalier de quatre jeux. Une bonne partie de la tuyauterie de Dom Bédos est réutilisée (16 jeux, environ 650 tuyaux) mais très profondément remaniée (réharmonisation, pavillonnage, dispersion). C'est à cette occasion que le buffet a perdu sa couleur vert-clair avec sculptures et moulures argentées.
En 1934, travaux de Maurice Puget qui ajoute deux jeux à chaque clavier et trois à la pédale grâce à de petits sommiers pneumatiques de complément. Le Bourdon 16' du Grand-Orgue peut être emprunté par la Pédale.
En 1974, Léopold Trosseille et Bertyl Soutoul relèvent tout le mécanisme, les sommiers du G.O. et de la Pédale, suppriment les moteurs pneumatiques du G.O. et de la Pédale, et changent la Fourniture du G.O. par une neuve de 3 rangs en tuyauterie industrielle.
En 1975, les 650 tuyaux de Dom Bédos représentant environ 16 jeux, les 100 tuyaux de Moitessier et le buffet en noyer sculpté du XVIIIe siècle sont classés monuments historiques.
En 1987, Bertyl Soutoul nettoie le Récit.
En 1995, restauration partielle par Gérard Bancells de Toulouse respectant l'orgue Puget mais en reclassant la tuyauterie parfois dispersée de Dom Bédos et en fournissant cinq jeux neufs: Cornet 5 rangs pour le G.O.; Fourniture progressive de 4 à 7 rangs; Nasard 2'2/3, Doublette 2' & Tierce 1'3/5 pour le positif expressif. Il restitue aussi la Flûte harmonique 8', recoupée en Flûte dans les années 70, ainsi que l'octave aigüe du Clairon, tous deux au Grand-Orgue.

## Description
L'orgue possède aujourd'hui 37 jeux répartis sur 3 claviers de 56 notes: grand-orgue, positif et récit, chacun de ces deux derniers enfermé dans une boîte expressive particulière, et un pédalier "à l'allemande" de 30 notes. La transmission des notes est à balanciers et le grand-orgue et le positif bénéficient d'une assistance pneumatique type "machine Barker". Les sommiers, de Th.Puget et fils, sont en chêne, à gravures et registres coulissants, à double laye, au nombre de deux pour le G.O., deux pour la Pédale, un pour le Positif et un pour le Récit. Quelques sommiers complémentaires pneumatiques sont de Maurice Puget. La console, en fenêtre, est de Th.Puget et le tirage des jeux mécanique. L'alimentation en vent est assurée par un ventilateur électrique et quatre réservoirs à plis parallèles, superposés deux à deux dans le soubassement de l'orgue. Les pressions sont de 120 mm d'eau pour le Grand-Orgue et la Pédale, 170 mm pour le Positif et le Récit.
Le buffet en noyer conçu par Dom Bédos, de style rocaille, est très original: une grande tourelle centrale trilobée en trèfle à 13 tuyaux (moins massive que celle à 13 tuyaux du positif dorsal de son orgue de l'abbatiale Sainte-Croix de Bordeaux et mieux proportionnée que celle de son protégé Jean-François Lépine au grand-orgue de la collégiale St Jean de Pézenas à 9 tuyaux) encadrée de 2 plates-faces concaves terminées par 2 singulières tourelles géminées dont la plus externe regarde les côtés de la nef. Bien que cela ne soit pas avéré par une preuve écrite, il est très probable que ses sculptures soient l'œuvre de Dominique Ferrère qui travaillait dans la région à cette époque et fut hébergé à l'abbaye de Saint Thibéry; il a ainsi édifié le buffet de l'orgue de la cathédrale St Fulcran de Lodève dû à Jean-François L'Épine.

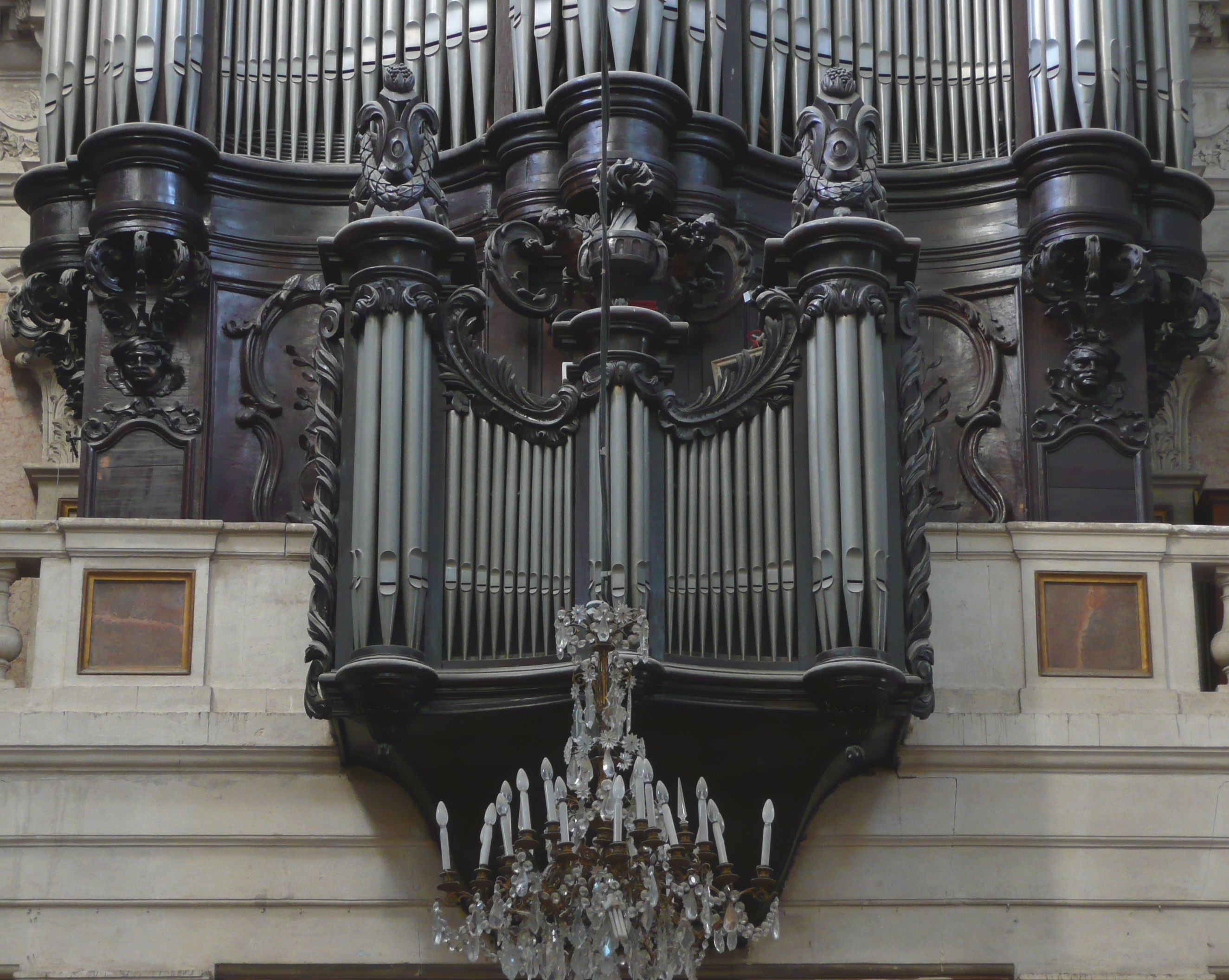
Positif dorsal postiche
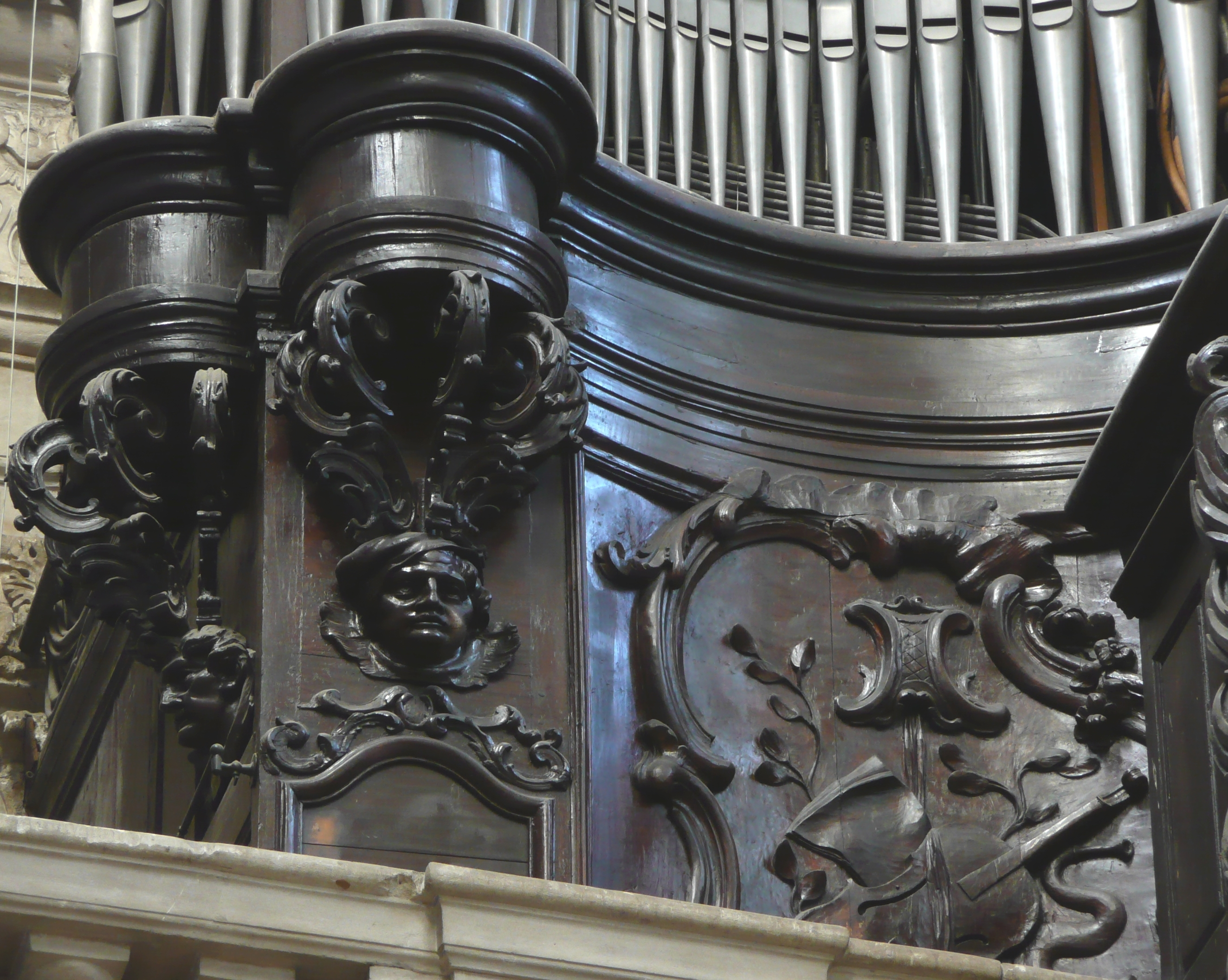
Soubassement gauche
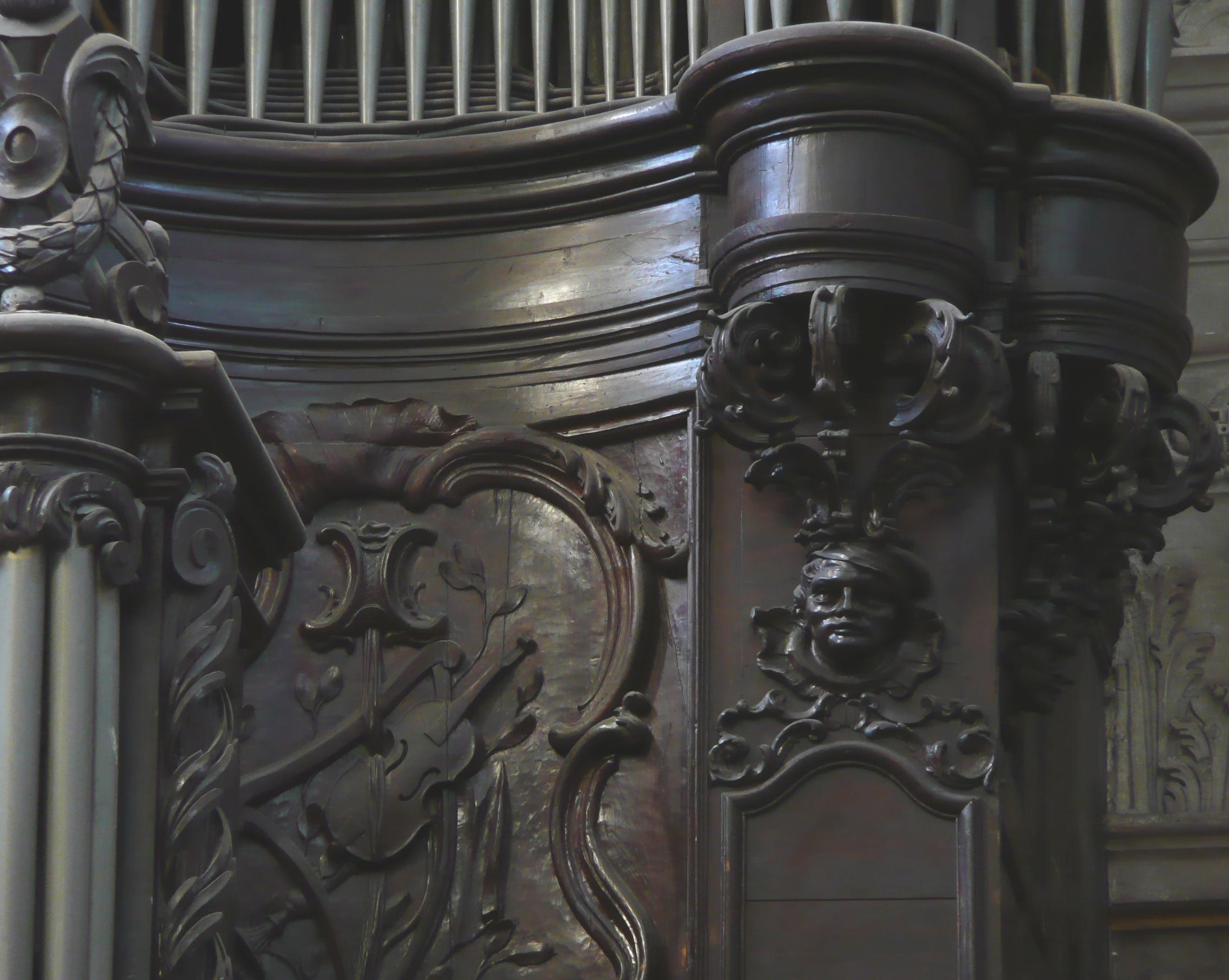
Soubassement droit

## Composition 1995
Mise à jour d'après le site de Gérard Bancells, malheureusement fermé.
| I GRAND-ORGUE (56 notes, ut1 à sol5) | II POSITIF EXPRESSIF (56 notes, ut1 à sol5)                                                             |
| --- | --- |
| MONTRE 16' (1re octave commune avec Bourdon 16', 24 t. façade Moitessier, 16 dessus Th. Puget, 11 derniers dessus D. Bédos mais pavillonnés)                                                                        | PRINCIPAL 8' (32 dessus pavillonnés provenant de l'ancien Nazard de D. Bédos)                           |
| BOURDON 16' (24 basses bois Th. Puget, 32 dessus D. Bédos) | BOURDON 8' (38 dessus D. Bédos)                                                                         |
| MONTRE 8' (18 basses façade Moitessier, 38 dessus D. Bédos pavillonnés) | KERAULOPHONE 8' (Th. Puget)                                                                             |
| BOURDON 8' (D. Bédos) | FLÛTE 4' (D. Bédos, basses bouchées et dessus ouverts)                                                  |
| FLÛTE HARMONIQUE 8' (Th. Puget) | NAZARD 2'2/3 (Neuf Bancells)                                                                            |
| PRESTANT 4' (D. Bédos) | DOUBLETTE 2' (Neuf Bancells)                                                                            |
| DOUBLETTE 2' (D. Bédos) | TIERCE 1'3/5 (Neuf Bancells sur sommier pneumatique M. Puget)                                           |
| FOURNITURE 4 à 7 rangs (G.Bancells) | PLEIN-JEU 3 rangs (G.Bancells sur sommier pneumatique M.Puget)                                          |
| CORNET 5 rangs (Neuf Bancells) | TROMPETTE 8' (Th. Puget)                                                                                |
| BOMBARDE 16' (Moitessier et Th. Puget, 1re octave acoustique) | CLARINETTE 8' (corps,pieds & noyaux de l'ancien cromorne de D. Bédos avec anches à larmes de Th. Puget) |
| TROMPETTE 8' (Harmonique à partir d'ut3,Th.Puget) | |
| CLAIRON 4' (8 basses Th. Puget, 24 dessus D. Bédos mais avec noyaux modernes, 13 dessus en reprise 8' G.Bancells en remplacement des tuyaux à bouche M.Puget, qui remplaçaient eux-mêmes une reprise en 8 Th.Puget) | |

| III RECIT EXPRESSIF (56 notes, ut1 à sol5, trémolo)                                       | PEDALE (30 notes, ut1 à fa3, à l'allemande)                                                                    |
| ----------------------------------------------------------------------------------------- | --- |
| BOURDON 8' (38 dessus D. Bédos avec cheminées pour les 27 derniers)                       | CONTREBASSE 16' (Th. Puget)                                                                                    |
| FLÛTE HARMONIQUE 8' (Th. Puget)                                                           | SOUBASSE 16' (emprunt Bourdon 16' du G.O.)                                                                     |
| VIOLE DE GAMBE 8' (Th. Puget)                                                             | FLÛTE 8' (13 basses ouvertes en façade de Moitessier, 17 dessus provenant de l'ancienne flûte 4' de D. Bédos)) |
| VOIX CELESTE 8' (Th. Puget)                                                               | BOMBARDE 16' (12 basses Moitessier)                                                                            |
| FLÛTE OCTAVIANTE 4' (Th. Puget)                                                           | TROMPETTE 8' (18 D. Bédos)                                                                                     |
| FLAGEOLET 2' (19 basses bouchées et 10 medium ouverts D. Bédos, 27 dessus plomb M. Puget) | |
| TROMPETTE HARMONIQUE 8' (Th. Puget)                                                       | Accouplements POS/GO, REC/GO, REC/POS, POS16'/GO, REC16'/GO                                                    |
| BASSON-HAUTBOIS 8' (Th. Puget)                                                            | Tirasse I, II, III                                                                                             |
| VOIX HUMAINE 8' (D. Bédos)                                                                | Appels d'Anches Péd., G.O., POS, REC.                                                                          |
| CLAIRON 4' (43 basses D. Bédos, 13 dessus à bouche M. Puget)                              | Pédale d'Orage                                                                                                 |

## Sources
- Orgues en Languedoc-Roussillon, tome 3, l'Hérault, ARAM-LR chez EDISUD,  (ISBN 2-85744-314-5)
- Norbert Dufourcq, Le Livre de l'Orgue Français, tome III, la Facture, 2e partie, Picard,  (ISBN 2-7084-0031-2)